# Stasi termica
La sosta termica avviene durante un passaggio di stato. In questo periodo di tempo il calore fornito non serve a far aumentare d'ampiezza le normali e sempre presenti oscillazioni degli atomi attorno al loro punto d'equilibrio ma è utilizzato interamente per spezzare i legami tra le molecole.
Questo periodo di tempo è chiamato stasi termica e in un grafico tempo-temperatura è rappresentato da un pianerottolo; pur continuando a fornire calore ad un corpo esso non varia di temperatura per tutto il periodo del passaggio di stato. Segue la legge:
{\displaystyle Q=clm}
dove:
- {\displaystyle Q} = calore
- {\displaystyle cl} = calore latente
- {\displaystyle m} = massa.